# Paraulacizes lugubris
Paraulacizes lugubris är en insektsart som först beskrevs av Fowler 1898.  Paraulacizes lugubris ingår i släktet Paraulacizes och familjen dvärgstritar. Inga underarter finns listade i Catalogue of Life.